# 대림대학교
대림대학교(大林大學校, Daelim University College)는 경기도 안양시 동안구에 있는 사립 전문대학이다.

## 연혁
1977년 6월 24일, 학교법인 대림학원의 이재준에 의하여 대림공업전문학교가 설립되었다. 이듬해 3월 개교하였다. 그 해 12월, 전문대학으로 개편되며 대림공업전문대학으로 교명을 변경한다. 1990년 11월, 대림전문대학으로 교명을 변경하고, 1998년 5월 대림대학으로 교명을 변경한다. 2011년 12월, 대림대학교로 교명을 변경하며 현재에 이르고 있다.

## 교육편제
대림대학교는 공학분야, 인문사회분야, 예체능분야, 자연과학분야, 보건분야, 국방기술분야 등 6개 분야를 자체적으로 설정하고, 39개 학과를 편제하여 전문학사 학위 과정을 교수하고 있다.

## 캠퍼스 풍경
대림대학교는 경기도 소재 사립 전문대학으로, 비산동에 캠퍼스가 위치한다. 약 14동의 건축물이 위치한다. 임곡로가 캠퍼스 남부와 접해 있어 캠퍼스 진입이 가능하다.

## 같이 보기
- DL그룹